# Euxoa hortorum
Euxoa hortorum là một loài bướm đêm trong họ Noctuidae.